# Grupo CGE
Grupo CGE es un holding chileno que agrupa a empresas energéticas, tanto de electricidad como de gas. Recibe su nombre de la empresa matriz del conglomerado, la Compañía General de Electricidad S.A. (CGE). En 2014, la empresa española Naturgy compra el 96,04 % de CGE. En noviembre de 2020 el mayor grupo eléctrico del mundo, la estatal china Corporación Estatal de la Red Eléctrica de China (State Grid Corporation of China), cerró la compra de la empresa CGE, la mayor distribuidora de Chile, en unos US$3.000 millones, esto se suma a la compra de Chilquinta Energía en octubre de 2019.

## Empresas

### Electricidad
- CGE (1905)
  - CGE Distribución (2003)
    - Río Maipo (2003)

  - CGE Transmisión (2001)
  - CGE Generación (2005)
    - IBENER (2009)
- CONAFE (1984)
  - EMEC (1999)
- Empresas EMEL (2007)
  - EMELARI (Empresa Eléctrica de Arica)
  - ELIQSA (Empresa Eléctrica de Iquique)
  - ELECDA (Empresa Eléctrica de Antofagasta)
  - EMELAT (Empresa Eléctrica de Atacama)
  - EMELECTRIC (Empresa Eléctrica de Melipilla, Colchagua y Maule)
  - EMETAL (Empresa Eléctrica de Talca)
- EDELMAG (1995)
- EDET (1995)
  - EJESA

### Gas
- Gasco (1977) 56,6%
  - Gasco GLP S.A.
  - Gasnor (1992)
  - Metrogas 60,17%

### Servicios
- Binaria
- Novanet
- CLG
- Tecnet
- IGSA
- Tusan